# Svjatopolk I av Kiev
Svjatopolk I Vladimirovitj av Kiev (fornkyrkoslaviska: Святополк Окаянны, Svjatopolk Okajanny, "Svjatopolk den förbannade"), född 980, död 1019, var furste (knjaz) av Turov 988–1015 samt storfurste av Kiev 1015–1019. Han kallas även Svantepolk.

## Biografi
Svjatopolks mor var en grekisk nunna som tillfångatogs av Svjatoslav I i Bulgarien och gifte sig med Jaropolk I. 
Efter att Jaropolk blivit mördad av sin bror Vladimirs agenter tog Vladimir över härskarrollen och gifte sig med sin brors fru och de födde ett barn tillsammans. Svjatopolk den förbannades namn kan även läsas som den anklagade, eftersom hans hantering av familjefejden var ovanligt kallblodig. Han besegrade efter Jaroslav med hjälp av sin svärfar och intog Kiev 1018. 
I "Eymundar þáttr hrings" omnämns han kort. Men även Thietmar av Merseburg skriver om honom - bland annat för att han kände Svjatopolks fru Emnilda.  